# Roger Dekeyzer
Roger Dekeyzer (Oostende, 18 juni 1906 - 16 december 1992) was een Belgisch syndicalist en politicus voor de BWP / BSP.

## Levensloop
Hij was een zoon van kantonnaal inspecteur lager onderwijs François Dekeyzer en van Lucie Haverbeke. Hij trouwde in 1928 met Marie Vandecasteele, voorzitster van de provinciale vereniging van Socialistische Vooruitziende Vrouwen.
Hij studeerde aan het Koninklijk Atheneum 1 Centrum Oostende en de normaalschool in Blankenberge en werd leraar Engels. In 1925 werd hij lid van de Belgische Werkliedenpartij en sloot zich aan bij socialistische jongerenorganisaties zoals de Arbeidersjeugdcentrale, de Socialistische Jonge Wacht, de Jongsocialisten en de Natuurvrienden.
Hij was vooral syndicaal actief. Van 1928 tot 1937 was hij bestuurslid en onbezoldigd secretaris voor de Centrale van het Socialistisch Onderwijzend Personeel van West-Vlaanderen. In 1935 werd hij op vraag van Louis Major adjunct-secretaris van de provinciale afdeling West-Vlaanderen van de Belgische Transportarbeidersbond (BTB). In 1936 volgde hij Major op als secretaris. Hij werd ook secretaris van de Nationale Sectie voor Autovoerders voor de Kuststreek en nam een jaar later plaats in het paritair comité voor het vervoer. Hij bleef provinciaal secretaris tot 1945.
Hij was lokaal voorzitter van de Bond Moyson en zetelde in het uitvoerend bestuur van de afdeling Oostende van de BWP (1928-1945). In de eerste helft van 1945 was hij ook secretaris van de arrondissementsfederatie Oostende van de Belgische Socialistische Partij (BSP). Hij werd verkozen tot gemeenteraadslid van deze stad (1936-1946) en tot provincieraadslid (1946-1949).

### Nationaal en internationaal
Tijdens de Tweede Wereldoorlog week Dekeyzer uit naar Engeland en hield er zich bezig met de organisatie van de Belgische zeelieden. Eind 1940 werd hij secretaris van Belgische, Deense, Nederlandse, Poolse en Franse Transportarbeidersbond(en) voor Schotland. Hij nam ook dienst in de Home Guard en werkte op vraag van de International Transport Workers' Federation (ITF) mee aan het Internationaal Handvest voor Zeevissers.
Zijn loopbaan nam na de Tweede Wereldoorlog een nieuwe wending. Lokaal werd hij meteen secretaris van de BSP-federatie van Oostende. Hij werd tevens nationaal secretaris van het Algemeen Belgisch Vakverbond (ABVV).
Op het nationaal congres van de transportarbeiders in september 1945 werd hij algemeen secretaris (later voorzitter) van de Belgische Transportarbeidersbond (tot in 1971) én nationaal secretaris van de sector Havens. In die hoedanigheid bleef hij zetelen in het nationaal bureau van het ABVV, in 1955 als ondervoorzitter, een jaar later als voorzitter. Hij werd ook voorzitter van de cv Het Transport in Antwerpen (1945-1971).
Hij werd verder:
- beheerder van de Belgische Dienst voor Buitenlandse Handel;
- bestuurslid van de Centrale Raad voor het Bedrijfsleven;
- bestuurslid van de Bedrijfsraad voor de Visserij;
- bestuurslid  van de Nationale Arbeidsraad.

Zijn nationale verantwoordelijkheden leidden hem naar internationale activiteiten:
- voorzitter van de sectie Visserij bij de Internationale Arbeidersfederatie in Londen (1948-1971);
- voorzitter van de Internationale Havenarbeidersfederatie (1950-1960);
- voorzitter van de Internationale Transportarbeidersfederatie (1960-1962);
- deskundige inzake Havens en Visserij bij het Internationaal Arbeidsbureau (IAB);
- voorzitter van de arbeidersgroep van het internationale paritair comité Visserij van de EEG;
- voorzitter van de arbeidersgroep van de commissie Binnenlands Vervoer van de Internationale Arbeidsorganisatie (IAO).

### Antwerpen
Vanaf 1949 was hij in Antwerpen gevestigd op het Kiel. Hij werd er:
- bestuurslid van de Kyle Club;
- ondervoorzitter van de Propagandakring BSP 9de wijk;
- voorzitter van de socialistische harmonie Strijd voor 't Recht;
- stichtend voorzitter van De Rode Kielenaar (het maandblad van de 9de wijk);,
- provinciaal voorzitter van de provinciale en arrondissementele socialistische muziekkorpsen;
- erevoorzitter van de Arbeiderstoeristenbond afdeling Antwerpen-Kiel.

Op het politieke vlak werd hij lid van het uitvoerend bestuur van de afdeling en de federatie Antwerpen van de BSP. In 1952 werd hij verkozen tot gemeenteraadslid van Antwerpen, een mandaat dat hij uitoefende tot in 1975.
In 1954 werd hij socialistisch senator, eerst voor de provincie Antwerpen en van 1958 tot 1971 rechtstreeks verkozen voor het arrondissement Antwerpen. Van 1958 tot 1971 was hij voorzitter van de socialistische senaatsfractie.
Hij was verder nog:
- Belgisch afgevaardigde bij de Verenigde Naties (1954, 1958, 1961, 1963 en 1969);
- voorzitter van de commissie voor de visserij bij de Sociale en economische commissie van De Europese Economische Gemeenschap (1969-1971);
- beheerder van 'Sociale Voorzorg' (vanaf 1954);
- nationaal voorzitter van de Vlaamse federatie van socialistische muziekkorpsen en zangkringen (1969-1971).